# Trupanea hendeli
Trupanea hendeli är en tvåvingeart som först beskrevs av Erich Martin Hering 1941.  Trupanea hendeli ingår i släktet Trupanea och familjen borrflugor. Inga underarter finns listade i Catalogue of Life.